# Ротума
Ротума (енгл. Rotuma) је фиџијска зависна територија, са ограниченом самоуправом, која се састоји од острва Ротума и неколицине околних мањих острва. Ова острвска територија је дом за малу, али јединствену аутохтону етничку групу која представља препознатљиву мањину у оквиру популације државе Фиџи, познатих као Ротуманци. Укупан број становника Ротуме у 2007. години био је 2.002 човека, али како многи Ротуманци живе на другим фиџијским острвима, претпоставља се да их укупно има преко 10.000.

## Историја
Многи лингвисти сматрају да је ротумански језик најсличнији дијалекту западног Фиџија, мада Ротуманци верују да воде порекло са острва Самоа.
Први Европљани на ово острво стигли су 1791. године бродом ХМС Пандору под командом капетана Едварда Едвардса, а који је био у потрази за морнарима несталим након побуне на броду Баунти. Омиљено китоловно место, Ротума је средином деветнаестог века постала и уточиште за многе одбегле морнаре, од којих су неки бежали и од закона. Неки од тих дезертера женили су локалне жене и тиме допринели мешању дотад хомогеног становништва. Од 1840. године Ротуму су најпре посетли, а онда прогласили својом територијом колонизатори из САД.
Мисионари из Тонге стигли су на Ротуму 1842, а затим и католички мисионари 1847. Сукоб између две групе био је неминован. Тај сукоб искористила је Велика Британија и 1879. анектирала ову групу острва. Маја 1881. године, Ротума је и званично предата Великој Британији, седам година након што је Фиџи постао британска колонија. Након што је 1970. године Фиџи стекао самосталност од Велике Британије и Ротума је постала део нове државе. Године 1987. незадовољни својим положајем унутар Фиџија, становници Ротуме су изразили жељу да живе у самоставној држави Република Ротума у оквиру Комонвелта. Заговорници ове идеје су били оптужени за побуну, а острво и даље нема решен трајан статус унутар државе Фиџи.